# Albizia vaughanii
Albizia vaughanii är en ärtväxtart som beskrevs av John Patrick Micklethwait Brenan. Albizia vaughanii ingår i släktet Albizia och familjen ärtväxter. Inga underarter finns listade i Catalogue of Life.